# Walking Boyz Company
Actualités
Walking Boyz Company est un club surinamien de football, basé à Paramaribo, la capitale du pays. Il a remporté trois titres de champions durant les années 2000.

## Histoire
Le club est fondé le 16 janvier 1997 à Paramaribo. Il remporte son premier titre sept ans plus tard, en réalisant le doublé Championnat-Supercoupe, en 2004. Walking Boyz gagne deux autres titres de champion en 2006 et 2009, enchaînant à chaque fois avec une victoire en Supercoupe.
Cette réussite au niveau national a permis au club de prendre part à plusieurs reprises à la CFU Club Championship, la compétition caribéenne qui rassemble les champions et vice-champions des membres de la CONCACAF. 

## Palmarès
- Championnat du Suriname (3) :
  - Vainqueur en 2004, 2006 et 2009.
  - Vice-champion en 2010 et 2011.

- Coupe du Suriname (2) :
  - Vainqueur en 2009 et 2013.
  - Finaliste en 2004, 2007 et 2011.

- Coupe du Président (3) :
  - Vainqueur en 2004, 2006 et 2009.